# Acraea fusca
Acraea fusca är en fjärilsart som beskrevs av Le Doux 1932. Acraea fusca ingår i släktet Acraea och familjen praktfjärilar. Inga underarter finns listade i Catalogue of Life.